# Chthonius minotaurus
Espèce
Chthonius minotaurus est une espèce de pseudoscorpions de la famille des Chthoniidae.

## Distribution
Cette espèce est endémique de Crète en Grèce. Elle se rencontre dans la grotte de Kournás à Kournás

## Description
Le mâle holotype mesure 1,6 mm.

## Étymologie
Son nom d'espèce lui a été donné en référence au Minotaure.

## Publication originale
- Henderickx, 1997 : Chthonius (Chthonius) minotaurus (Heterosphyronida, Chthoniidae), a new troglobitic pseudoscorpion from Crete. Phegea, vol. 25, p. 81-87 (texte intégral).